# Pilkington, England
Pilkington var en civil parish från 1866 till 1894 då den blev en del av Whitefield, Unsworth, Outwood, Bury och Radcliffe, i grevskapet Lancashire (nu Greater Manchester), i England. Denna civil parish hade 14 472 invånare år 1891.